# 맨섬의 기

맨섬의 기 비율 1:2

맨섬의 상선기 비율 1:2

맨섬의 기는 1971년 8월 27일에 제정되었다.
빨간색 바탕 가운데에는 트리스켈리온 문양이 그려져 있는데, 세 개의 다리는 허벅지와 무릎에 연결된 채로 시계 방향으로 회전하는 형태를 하고 있다.
상선기는 빨간색 바탕에 왼쪽 상단에 영국의 국기가 그려져 있으며, 오른쪽 하단에 트리스켈리온 문양이 그려진 형태의 기를 사용한다.

## 같이 보기
- 맨섬의 문장